# 비전 (1970년 영화)
"비전"(秘殿)은 한국에서 제작된 이형표 감독의 1970년 영화이다. 남궁원 등이 주연으로 출연하였고 김태수 등이 제작에 참여하였다.

## 출연

### 주연
- 남궁원
- 김지미
- 문희
- 허장강

## 기타
- 조명: 차정남
- 미술: 이문현